# Morava-Vardar-Furche
Die Morava-Vardar-Furche (serbisch Моравско-Вардарска-Удолина Moravsko-Vardarska Udolina) ist ein großer tektonischer Graben der zentralen Balkanhalbinsel, der durch die Flüsse Große Morava und Vardar (Axios in Griechenland) eine Verbindung zwischen der mitteleuropäisch-pannonischen Donautiefebene und der Ägäis herstellt.

## Geographie
Die Morava-Vardar-Furche verläuft in Nord-Süd-Richtung von der Mündung der Großen Morava in die Donau über 480 km Luftlinie bis zur Einmündung des Vardars in die Ägäis. Der nördliche Teil der Morava-Vardar-Furche wird gänzlich vom Lauf der Großen und Südlichen Morava eingenommen. Hier erreicht der Graben eine Breite von 12 bis 20 km. Auf diesem Teilstück wird der Graben durch die Ausläufer des Balkan- und Karpatenbogens auf der östlichen sowie der Ausläufer des Dinarischen Gebirges auf der westlichen Seite begrenzt. Diese dachen sich zum Graben sanft ab und sind teilweise durch kurze Zuflüsse der Morava zertalt. Der zentrale Bereich des Grabens wird von der Südlichen Morava bestimmt. Hier ist der Graben durch verschiedene Engstrecken gegliedert und in zahlreichen Talweitungen der Südlichen Morava unterteilt. Die Stalaćka-Schlucht zwischen Stalać und Ðunis verengt den Graben auf einer Länge von 20 km auf das eigentliche Flussbett. Südlich davon verbreitet sich der Graben in das Becken von Niš. 
Der südliche Bereich des Grabens wird durch den Vardar geprägt. Auch hier sind zahlreiche Talweitungen mit Schluchtstrecken ausgeprägt.

## Geschichte
Die Morava-Vardar-Furche ist die zentrale natürliche Kommunikationsverbindung der Balkanhalbinsel und strategisch die bedeutendste Leitlinie der gesamten südosteuropäischen Halbinsel. Sie verbindet die Pannonische Niederung mit der Ägäis sowie über die Abzweigung der Nišava mit Kleinasien. Die strategische Bedeutung war schon seit der Antike gegeben und eine der wichtigsten Römerstraßen, die Via Militaris verband Konstantinopel mit Sirmium. Während der byzantinischen Epoche blieb die Morava-Vardar-Furche bis zum Ende der Herrschaft der Komnenen die zentrale Verbindungsroute im Rhomäer-Reich auf der Balkanhalbinsel. Mit der Eroberung der Reste des Byzantinischen Reiches sowie Serbiens und Bulgariens im 15. Jahrhundert stießen die Osmanen der Morava-Vardar-Furche folgend bis Mitteleuropa vor. Erst mit dem Großen Türkenkrieg am Ende des 17. Jahrhunderts gelang es, die Eroberung der Pannonischen Tiefebene rückgängig zu machen, doch hielten die Osmanen die strategischen Punkte der Morava-Vardar-Furche noch bis zum Ersten Balkankrieg bis ins 20. Jahrhundert. Im Ersten und besonders im Zweiten Weltkrieg stießen die Mittel- bzw. Achsenmächte über die Morava-Vardar-Linie zum Mittelmeer vor.